# This Charming Man
"This Charming Man" é uma canção da banda de rock inglesa The Smiths, escrita pelo cantor Morrissey e pelo guitarrista Johnny Marr. Lançado como o segundo single do grupo em outubro de 1983 pela gravadora independente Rough Trade, é definido pelo riff marcante da guitarra de Marr e pelas letras caracteristicamente melancólicas de Morrissey, que giram em torno dos temas recorrentes de Smiths de ambiguidade sexual e luxúria.
Sentindo-se separado da cultura gay mainstream do início dos anos 1980, Morrissey escreveu "This Charming Man" para evocar uma cena underground mais antiga, mais codificada e autoconsciente. O cantor disse sobre a letra da música: "Eu realmente gosto da ideia da voz masculina ser bastante vulnerável, de ser tomada e levemente manipulada, em vez de sempre haver essa coisa de machismo pesado que aborrece todo mundo".
Embora apenas moderadamente bem-sucedido no primeiro lançamento – o single alcançou o número 25 nas paradas britânicas – sendo amplamente elogiado na música e na imprensa popular. Relançado em 1992, alcançou o número 8 (tornando-se o maior hit dos Smiths no Reino Unido por posição nas paradas). Foi certificado em platina pela Indústria Fonográfica Britânica em 2019.

## História
No início de 1983, os Smiths ganharam muitos fãs e assinaram um contrato de gravação com a gravadora independente Rough Trade. O acordo, juntamente com críticas positivas de shows na imprensa musical semanal e uma sessão no programa de rádio de John Peel na BBC Radio 1, gerou um grande burburinho na mídia para a banda. A imagem camp e livresca dos Smiths se destacou, e muitos esperavam que a banda fosse a inovação do movimento pós-punk do Reino Unido. Em outubro do mesmo ano, Frankie Goes to Hollywood lançou sua faixa icônica "Relax", que foi vista como um hino para a auto-afirmação masculina, e estranha para muitos homossexuais do Reino Unido. No entanto, o single de estreia dos Smiths em maio de 1983, "Hand in Glove", falhou em corresponder às expectativas críticas e comerciais, principalmente devido aos baixos valores de produção percebidos. O guitarrista Johnny Marr acreditava que os Smiths precisavam de uma música animada, "em tom maior", para obter um posicionamento nas paradas que correspondesse às expectativas.
Marr escreveu a melodia de "This Charming Man" na mesma noite em que escreveu "Still Ill" e "Pretty Girls Make Graves". Com base na performance de Peel, o chefe da gravadora Rough Trade, Geoff Travis, sugeriu que a banda lançasse essa canção como um single em vez de "Reel Around the Fountain", que ganhou notoriedade na imprensa devido ao que foi visto como referências líricas à pedofilia. Os Smiths entraram no Matrix Studios em Londres em setembro de 1983 para gravar uma segunda versão de estúdio da música para lançamento como single. No entanto, o resultado – conhecido como a 'versão de Londres' - foi insatisfatório e logo depois, a banda viajou para o Strawberry Studios em Stockport para tentar novamente. Lá, eles a regravaram.

## Música e letra
A letra de "This Charming Man" compreende uma narrativa em primeira pessoa na qual o protagonista masculino fura um dos pneus de sua bicicleta em uma colina deserta. Um "homem encantador" que passa em um carro de luxo para e oferece uma carona ao ciclista e, embora o protagonista esteja hesitante a princípio, depois de muita deliberação, ele aceita a oferta. Enquanto dirigem juntos, os dois flertam, embora o protagonista ache difícil superar sua relutância: "Eu sairia hoje à noite, mas não tenho um trapo para vestir". O motorista diz ao ciclista: "é horrível que alguém tão bonito se importe".
Morrissey deliberadamente usou uma linguagem arcaica ao compor as letras para "This Charming Man". Seu uso de frases e palavras como 'hillside desolate' (colina deserta), 'stitch to wear' (trapo para vestir), 'handsome' e 'charming' (bonito, charmoso) são usados para transmitir um estilo mais cortês do que o norte da Inglaterra em meados dos anos 80, e evocam, nas palavras do crítico musical Mat Snow, "nada a fazer com a moda". Morrissey já havia usado a palavra 'handsome' no título de uma música – "Handsome Devil", o lado B de "Hand in Glove" – e observou em uma entrevista de 1983 com Barney Hoskyns que ele usou a palavra para "tentar e reviver algum envolvimento com a linguagem que as pessoas não usam mais. No esquema diário das coisas, a linguagem das pessoas é tão assustadoramente limitada, e se você usar uma palavra com mais de 10 letras é esnobismo absoluto." Snow apresenta o caso de que, através do uso da palavra datada 'Charming', Morrissey procurou se rebelar contra a cultura gay dominante da época, da qual ele se sentia alienado. Morrissey disse a Hoskyns: "Eu odeio essa coisa de 'bicha festiva' ... As pessoas ouvem 'This Charming Man' e não pensam além do que alguém poderia presumir. Eu odeio esse ângulo, e é surpreendente que a imprensa gay tenha insistido em mais do que qualquer outra pessoa. Eu odeio quando as pessoas falam comigo sobre sexo de uma maneira trivial."
Tal como acontece com muitas das composições de Morrissey, a letra da música apresenta diálogos emprestados de um filme cult. A linha "A jumped-up pantry boy who never known his place" (Um pobretão folgado que nunca soube seu lugar) é emprestada da adaptação cinematográfica de 1972 da peça homoerótica Sleuth, de Anthony Shaffer.
Ambas as versões de estúdio começam com um riff de guitarra marcante, acompanhado pela seção rítmica. Os vocais de Morrissey são diatônicos e conscientemente evitam inflexões de blues. O refrão é tocado duas vezes; a primeira vez é seguida por uma breve pausa, a segunda pelo encerramento da música. A seção rítmica de Andy Rourke e Mike Joyce fornece uma batida mais dançante do que o normal para uma faixa dos Smiths. A bateria foi originalmente programada em uma bateria eletrônica, sob a direção do produtor John Porter. Porter usou o programa para acionar os sons amostrados do kit de bateria ao vivo, apresentando uma linha de baixo no estilo Motown. A parte de guitarra de Marr consiste em notas simples e terças em oposição a acordes de barra dedilhada, e sua guitarra serve para criar uma contra-melodia ao longo da música. Marr fez overdubs de várias partes de guitarra na música, e em uma entrevista em dezembro de 1993, disse à revista Guitar Player:
Vou tentar qualquer truque. Com os Smiths, eu pegava essa minha Telecaster bem alta, colocava em cima de um Fender Twin Reverb com o vibrato ligado e afinava em um acorde aberto. Então eu largava uma faca com cabo de metal, acertando cordas aleatórias. Usei-a em "This Charming Man", enterrada sob cerca de 15 faixas de guitarra... foi o primeiro disco em que usei aquelas execuções de som em 3ªs. Estou afinado em F# e toco em G, então sai em A. Há cerca de 15 faixas de guitarra. As pessoas achavam que a parte principal da guitarra era uma Rickenbacker, mas na verdade é uma Tele '54. Há três faixas de acústico, uma guitarra ao contrário com um reverb muito longo, e o efeito de soltar facas na guitarra – que vem no final do refrão.
A progressão de acordes da introdução instrumental para a parte "Will nature make a man of me?" é: A | Asus4 | A | E | Bm7 | D7 | C#m | E | A | E/A | Asus4 | E

## Recepção
No lançamento, a música recebeu elogios da crítica quase unânime. Paul Morley da NME escreveu: "'This Charming Man' é uma felicidade acessível, e seriamente comovente. Este grupo entende perfeitamente que o casual não é suficiente... Este é um dos maiores singles do ano, um pobre elogio. Único e indispensável, como 'Blue Monday' e 'Karma Chameleon' – assim é melhor!" Uma crítica contemporânea no The Face perguntou: "Onde toda a selvageria e ousadia chegaram? Algumas delas chegaram ao disco dos Smiths, 'This Charming Man'. uma voz potente, soando alegre e angustiada ao mesmo tempo. Deveria ser distribuída nas esquinas para transeuntes desavisados de todas as idades. Outra crítica contemporânea da revista Treble descreveu a música como uma "faixa jangle pop estelar", baseada em um dos primeiros riffs de guitarra verdadeiramente icônicos de Marr. Enquanto a banda era pouco conhecida nos Estados Unidos na época, Robert Palmer, do New York Times, descreveu a música como "estilosa, crescente, um pop rock superlativo e prova de que o formato de banda de guitarras pioneiro dos Beatles ainda é viável para grupos com algo a dizer". No ano seguinte, Palmer escolheu a música como o segundo melhor single de 1984. PopMatters descreveu a música musicalmente como um "rockabilly ressonante e saltitante".
Ned Raggett, da AllMusic, observou que "O jovem Elvis teria aprovado a música", e descreveu a faixa como "um resultado final audacioso por qualquer padrão". Tim DiGravina, da mesma organização, escreveu que "Debater os méritos da faixa aqui seria um pouco inútil, pois é uma música clássica de uma das últimas grandes bandas clássicas. Poderia muito bem ser chamada de 'This Charming Song'. " Em 2007, o compositor do Oasis, Noel Gallagher, descreveu a primeira vez que ouviu a faixa: "No segundo em que ouvi 'This Charming Man', tudo fez sentido. O som daquela introdução de guitarra era incrível. A letra também é incrível. As pessoas dizem que o Morrissey é um babaca miserável, mas eu soube imediatamente do que ele estava falando." Em 2006, Liz Hoggard da The Independent disse que "This Charming Man ... é sobre diferença de idade, sexo gay".
Durante uma aparição no Top of the Pops, Morrissey apareceu acenando gladíolos. Uma reportagem da BBC Radio 2 sobre a música observou que a apresentação foi a introdução da maioria das pessoas aos Smiths e, "portanto, ao mundo estranho e prolixo de Morrissey e à música de Johnny Marr". A revista Uncut, comentando sobre a estreia televisionada nacionalmente, escreveu que "na quinta-feira à noite, quando o mais feérico de Manchester apareceu pela primeira vez no Top of the Pops, seria um evento cultural inesperado e crucial na vida de um milhão de meninos ingleses sérios. Noel Gallagher disse sobre a performance: "Nenhum dos meus amigos gostou deles – eles eram mais do tipo hooligan."

## Versões e histórico de lançamentos
A versão mais antiga de "This Charming Man" foi gravada em 14 de setembro de 1983, no Estúdio 4 de Maida Vale, para o programa de rádio de John Peel (primeira transmissão: 21 de setembro de 1983). Produzida por Roger Pusey com assistência de Ted De Bono, esta versão da música foi incluída pela primeira vez na coletânea de 1984 Hatful of Hollow. Em 28 de outubro de 1983, a versão "Manchester" foi lançada no Reino Unido nos formatos de 7 polegadas e 12 polegadas, alcançando o número 25 nas paradas do Reino Unido. A capa do disco usa um quadro do filme de 1950 de Jean Cocteau Orphée, com o ator francês Jean Marais. A música foi posteriormente incluída como faixa bônus na versão cassete do álbum de estreia da banda The Smiths no Reino Unido, e subsequentemente em todas as versões americanas.
Após a falência da Rough Trade em 1989, a WEA Records comprou o catálogo anterior dos Smiths. Em 1992, a WEA reeditou o catálogo da banda, e todas as edições posteriores de The Smiths incorporaram "This Charming Man". A WEA relançou o próprio single em 1992 para apoiar o lançamento da coletânea Best... I . O single relançado alcançou o número 8 nas paradas de singles britânicas, a posição mais alta da banda.
Em dezembro de 1983, o DJ François Kevorkian lançou uma versão "New York" do single na Megadisc records. Kevorkian adaptou a música para as pistas de dança das casas noturnas. A faixa foi planejada para ser distribuída em quantidades limitadas para DJs de clubes de Nova Iorque. No entanto, Geoff Travis, chefe da Rough Trade, gostou da mixagem e deu ampla distribuição ao lançamento no Reino Unido. Morrissey renegou publicamente a mixagem e instou os fãs a não comprarem cópias. Travis mais tarde afirmou: "Foi minha ideia, mas eles concordaram. Eles disseram 'Vá em frente', depois não gostaram, então foi retirado." Ele também disse: "Nada do que aconteceu com os Smiths ocorreu sem a orientação de Morrissey; não há um único disco dos Smiths que tenha sido lançado sem que Morrissey pedisse para fazê-lo, então não tenho nada na minha consciência."

## Versões cover
Death Cab for Cutie fez um cover de "This Charming Man" para sua demo de 1997, You Can Play These Songs with Chords. Em 2001, a banda canadense de indie pop Stars fez um cover da música para seu álbum de estreia Nightsongs.

## Faixas
| Single de 7" e cassete britânico, 1983 e 1992 |                     |         |  |
| N.º                                           | Título              | Duração |  |
| 1.                                            | "This Charming Man" | 2:41    |  |
| 2.                                            | "Jeane"             | 3:02    |  |

| Single de 12", 1983 |                                                             |         |  |
| N.º                 | Título                                                      | Duração |  |
| 1.                  | "This Charming Man (Manchester)" (Igual a versão do single) | 2:41    |  |
| 2.                  | "This Charming Man (Londres)"                               | 2:47    |  |
| 3.                  | "Accept Yourself"                                           | 3:55    |  |
| 4.                  | "Wonderful Woman"                                           | 3:08    |  |

| Single americano de 12", dezembro de 1983 |                                                                                 |         |  |
| N.º                                       | Título                                                                          | Duração |  |
| 1.                                        | "This Charming Man (New York) – Vocais" (Remixado por François Kevorkian)       | 5:35    |  |
| 2.                                        | "This Charming Man (New York) – Instrumental" (Remixado por François Kevorkian) | 4:18    |  |

| Single britânico (CD), 1992 CD1 |                                                             |         |  |
| N.º                             | Título                                                      | Duração |  |
| 1.                              | "This Charming Man (Manchester)" (Igual a versão do single) | 2:41    |  |
| 2.                              | "Jeane"                                                     | 3:02    |  |
| 3.                              | "Wonderful Woman"                                           | 3:08    |  |
| 4.                              | "Accept Yourself"                                           | 3:55    |  |

| CD 2 |                                                             |         |  |
| N.º  | Título                                                      | Duração |  |
| 1.   | "This Charming Man (Manchester)" (Igual a versão do single) | 2:41    |  |
| 2.   | "This Charming Man (Londres)"                               | 2:47    |  |
| 3.   | "This Charming Man (New York) – Vocais"                     | 5:33    |  |
| 4.   | "This Charming Man (New York) – Instrumental"               | 4:19    |  |
| 5.   | "This Charming Man (Peel Session)""                         | 2:43    |  |
| 6.   | "This Charming Man (Single Remix)"                          | 2:46    |  |
| 7.   | "This Charming Man (Versão original do single)"             | 2:41    |  |

| Single americano (CD), 1992 CD1 |                                                             |         |  |
| N.º                             | Título                                                      | Duração |  |
| 1.                              | "This Charming Man (Manchester)" (Igual a versão do single) | 2:41    |  |
| 2.                              | "Jeane"                                                     | 3:02    |  |
| 3.                              | "Accept Yourself"                                           | 3:55    |  |

| CD 2 |                                                             |         |  |
| N.º  | Título                                                      | Duração |  |
| 1.   | "This Charming Man (Manchester)" (Igual a versão do single) | 2:41    |  |
| 2.   | "This Charming Man (Londres)"                               | 2:47    |  |
| 3.   | "This Charming Man (New York) – Vocais"                     | 5:33    |  |
| 4.   | "This Charming Man (New York) – Instrumental"               | 4:19    |  |
| 5.   | "This Charming Man (P/eel Session)"                         | 2:43    |  |
| 6.   | "This Charming Man (Single Remix)"                          | 2:46    |  |
| 7.   | "This Charming Man (Versão original do single)"             | 2:41    |  |
| 8.   | "Wonderful Woman"                                           | 3:08    |  |

| Single japonês (CD), 1992 |                                                             |         |  |
| N.º                       | Título                                                      | Duração |  |
| 1.                        | "This Charming Man (Manchester)" (Igual a versão do single) | 2:41    |  |
| 2.                        | "This Charming Man (Londres)"                               | 2:47    |  |
| 3.                        | "This Charming Man (New York) – Vocais"                     | 5:33    |  |
| 4.                        | "This Charming Man (New York) – Instrumental"               | 4:19    |  |
| 5.                        | "This Charming Man (Peel Session)"                          | 2:43    |  |
| 6.                        | "This Charming Man (Single Remix)"                          | 2:46    |  |
| 7.                        | "This Charming Man (Versão original do single)"             | 2:41    |  |
| 8.                        | "Jeane"                                                     | 3:02    |  |
| 9.                        | "Wonderful Woman"                                           | 3:08    |  |
| 10.                       | "Accept Yourself"                                           | 3:55    |  |

## Ficha técnica
- Morrissey – vocais
- Johnny Marr – guitarra
- Andy Rourke – baixo
- Mike Joyce – bateria

## Posição nas paradas musicais
| Ano  | Paradas                                  | Melhor posição |
| ---- | ---------------------------------------- | -------------- |
| 1983 | UK Indie Chart (Official Charts Company) | 1              |
| 1983 | UK Singles (Official Charts Company)     | 25             |
| 1984 | Austrália (Kent Music Report)            | 52             |
| 1984 | Nova Zelândia (Recorded Music NZ)        | 15             |
| 1992 | Irlanda (IRMA)                           | 9              |
| 1992 | UK Singles (Official Charts Company)     | 8              |

## Certificações
| Região                                                           | Certificação | Vendas   |
| ---------------------------------------------------------------- | ------------ | -------- |
| Reino Unido (BPI)                                                | Platina      | 600,000‡ |
| ‡ Números de vendas + streaming com base apenas na certificação. |              |          |